# Pablo Chávez Aguilar
Pablo Chávez Aguilar (Lima, 1899 – Lima, 21 ottobre 1950) è stato un compositore e presbitero peruviano.

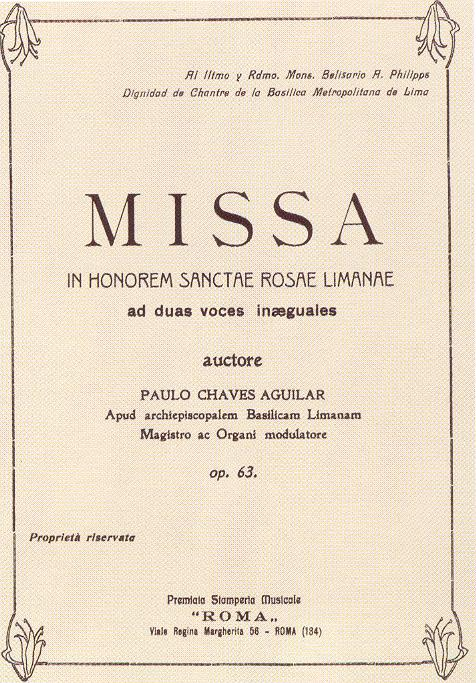
Messa per Santa Rosa da Lima

È stato sacerdote, canonico della cattedrale di Lima. Ha compiuto gli studi musicali presso il Pontificio Istituto di Musica Sacra a Roma, allievo di Don Lorenzo Perosi e di Don Licinio Refice.
È stato per qualche mese, Direttore del Conservatorio Nacional de Música di Lima e per molti anni insegnante di armonia.
È stato organista e maestro di cappella della cattedrale di Lima.
Ha composto due messe: una, in onore di Santa Rosa di Lima, per organo e coro a due voci miste, uomini e bambini, e un'altra in onore di San Paolo Apostolo per organo e tre voci maschili (questa Messa è stata eseguita quando il compositore ha celebrato la Sua Prima Messa al Colegio Pío Latino-Americano, a Roma, dopo esser ordinato sacerdote).
È autore di molti Inni Sacri, 30 Tantum Ergo, Himno del Primer Congreso Eucarístico del Perù, Himno a Santo Toribio, Himno del Externado Santo Toribio, Himno a Santa Rosa di Lima, Himno al Papa, Te Deum Laudamus, ecc.
Per il Coro, Saucecito Palo Verde, Introito, ecc.
Per la voce, il Lied Tengo dentro del Alma, la Canzone Al terminar las clases..., ecc.
Per il pianoforte ha scritto, 8 Variaciones sobre un Tema Incaico, Seis Preludios Incaicos, Suite Peruana.
Per l'Organo ha composto Intrata all'antica; per il teatro ha scritto inoltre l'operina buffa La Regina in Berlina.
| Controllo di autorità | VIAF (EN) 307362486 · SBN CUBV039494 · BAV 495/168700 · LCCN (EN) n95033949 · GND (DE) 1056493178 · J9U (EN, HE) 987012340762605171 |